# Ольхава
Ольхава (пол. Olchawa) — село в Польщі, у гміні Новий Вісьнич Бохенського повіту Малопольського воєводства.
Населення — 611 осіб (2011).
У 1975-1998 роках село належало до Тарновського воєводства.

## Демографія
Демографічна структура станом на 31 березня 2011 року:
|          | Загалом | Допрацездатний вік | Працездатний вік | Постпрацездатний вік |
| -------- | ------- | ------------------ | ---------------- | -------------------- |
| Чоловіки | 304     | 78                 | 201              | 25                   |
| Жінки    | 307     | 72                 | 178              | 57                   |
| Разом    | 611     | 150                | 379              | 82                   |